# Barry Fitzgerald
Barry Fitzgerald, född William Joseph Shields den 10 mars 1888 i Dublin, död 14 januari 1961 i Dublin, var en irländsk skådespelare. Han var bror till skådespelaren Arthur Shields.
Barry Fitzgerald började sin skådespelarbana 1929 och kom till Hollywood i mitten av 1930-talet. Vid Oscarsgalan 1945 var han nominerad i två kategorier för samma roll, både för bästa manliga huvudroll och bästa manliga biroll i Vandra min väg, han erhöll den senare. Reglerna ändrades sedan så att detta inte skulle bli möjligt. Han medverkade i över 40 filmer. Fitzgerald spelade även teater på Broadway under åren 1932-1941 och medverkade i 15 uppsättningar.
Han har en stjärna på Hollywood Walk of Fame på 6220 Hollywood Blvd.

## Filmografi, urval
- 1938 – Ingen fara på taket
- 1940 – Den långa resan hem
- 1941 – Jag minns min gröna dal
- 1941 – Varg-Larsen
- 1944 – Vandra min väg
- 1944 – Blott den som längtan känt...
- 1945 – ...och sen var ingen kvar
- 1945 – Blond och bländande
- 1946 – Två år för om masten
- 1948 – Skratt för miljoner
- 1948 – Livat på vischan
- 1948 – Storstad
- 1951 – Silver City
- 1952 – Hans vilda fru
- 1955 – Alfred Hitchcock presenterar (TV-serie)
- 1956 – Ett enkelt bröllop